# Viršuliškiai
Viršuliškiai (hist. pol. Wierszuliszki) – wieś na Litwie, w okręgu wileńskim, w rejonie szyrwinckim.
Według danych ze spisu powszechnego w 2011 roku we wsi mieszkało 81 osób.
W XIX wieku wieś i folwark. Folwark liczył 23 mieszkańców - 21 katolików i 2 prawosławnych, wieś zaś 97 katolików w 10 domostwach. Własność Rzewuskich.